# Sphodroscarta bimaculata
Sphodroscarta bimaculata är en insektsart som beskrevs av William Lucas Distant 1909. Sphodroscarta bimaculata ingår i släktet Sphodroscarta och familjen spottstritar. Inga underarter finns listade i Catalogue of Life.